# UFC 103
UFC 103: Franklin vs. Belfort（ユーエフシー・ワンオースリー：フランクリン・ヴァーサス・ベウフォート）は、アメリカ合衆国の総合格闘技団体「UFC」の大会の一つ。2009年9月19日、テキサス州ダラスのアメリカン・エアラインズ・センターで開催された。

## 大会概要
元UFC世界ライトヘビー級王者ビクトー・ベウフォートがUFC 51以来4年半振りにUFCに復帰し、メインイベントでリッチ・フランクリンと195ポンド契約で対戦、1ラウンドTKO勝ちでUFC復帰を飾り、試合後はミドル級王座への挑戦をアピールした。他にウラジミール・マティシェンコ（UFC 44以来6年振り）、フランク・トリッグ（UFC 54以来4年振り）がUFCへの長期ブランクからの復帰を果たしている。
セミファイナルに登場したミルコ・クロコップはジュニオール・ドス・サントスに対し口頭ギブアップ負けとなり、試合後のインタビューでは引退を示唆した。
元Cage Rage世界ウェルター級王者ポール・デイリーがUFCデビュー。

### 初のリレー中継
今大会では初めて、プレリミナリィカードをSpikeで放送、メインカードをPPVで放送するというリレー中継が行われ、エフレイン・エスクデロ vs. コール・ミラーとドリュー・マクフェドリーズ vs. トマシュ・ドルヴァルの2試合がSpikeで放送された。

### カード変更
当初はダン・ヘンダーソン vs. リッチ・フランクリンのUFC 93以来の再戦が予定されていたが、変更となった。またウェルター級王座への挑戦権をかけたマイク・スウィック vs. マルティン・カンプマンの一戦が予定されていたものの、スウィックの怪我で中止、カード変更となった。
その他の出場者変更は以下の通り。
- マット・ワイマン[9]→ ロバート・エマーソン[10]（第1試合）
- チアゴ・タバレス[11] → スティーブ・ロペス[12]（第5試合）
- ダン・ローゾン[13] → ニック・レンツ[14]（第6試合）

## 試合結果

### プレリミナリィカード
第1試合 ライト級 5分3R
○  ハファエル・ドス・アンジョス vs.  ロバート・エマーソン ×
3R終了 判定3-0（30-27、30-27、30-27）
第2試合 ライトヘビー級 5分3R
○  ウラジミール・マティシェンコ vs.  イゴール・ポクライェク ×
3R終了 判定3-0（30-27、30-27、30-27）
第3試合 ライトヘビー級 5分3R
○  エリオット・マーシャル vs.  ジェイソン・ブリルズ ×
3R終了 判定2-0（28-30、30-27、30-27）
第4試合 ウェルター級 5分3R
○  リック・ストーリー vs.  ブライアン・フォスター ×
2R 1:09 肩固め
第5試合 ライト級 5分3R
○  ニック・レンツ vs.  ハファエロ・オリヴェイラ ×
3R終了 判定3-0（29-28、29-28、30-27）
第6試合 ライト級 5分3R
○  ジム・ミラー vs.  スティーブ・ロペス ×
2R 0:48 TKO（レフェリーストップ：右肩の負傷）

### Spike中継カード
第7試合 ミドル級 5分3R
○  トマシュ・ドルヴァル vs.  ドリュー・マクフェドリーズ ×
2R 1:03 チョークスリーパー
第8試合 ライト級 5分3R
○  エフレイン・エスクデロ vs.  コール・ミラー ×
1R 3:36 TKO（レフェリーストップ：右ストレート→パウンド）

### メインカード
第9試合 キャッチウェイトバウト（159ポンド） 5分3R
○  タイソン・グリフィン vs.  エルメス・フランカ ×
2R 3:26 TKO（レフェリーストップ：右ストレート→パウンド）
※フランカの体重超過によりライト級から変更。
第10試合 ウェルター級 5分3R
○  ジョシュ・コスチェック vs.  フランク・トリッグ ×
1R 1:25 TKO（レフェリーストップ：右ストレート→パウンド）
第11試合 ウェルター級 5分3R
○  ポール・デイリー vs.  マルティン・カンプマン ×
1R 2:31 TKO（レフェリーストップ：スタンドパンチ連打）
第12試合 ヘビー級 5分3R
○  ジュニオール・ドス・サントス vs.  ミルコ・クロコップ ×
3R 2:00 ギブアップ（右アッパー）
第13試合 キャッチウェイトバウト（195ポンド） 5分3R
○  ビクトー・ベウフォート vs.  リッチ・フランクリン ×
1R 3:02 TKO（レフェリーストップ：左フック→パウンド）

### 各賞
ファイト・オブ・ザ・ナイト： リック・ストーリー vs. ブライアン・フォスター
ノックアウト・オブ・ザ・ナイト： ビクトー・ベウフォート
サブミッション・オブ・ザ・ナイト： リック・ストーリー
各選手にはボーナスとして65,000ドルが支給された。